# NGC 190

NGC 190

NGC 190 هي مجرة تتبع كوكبة الحوت. اكتشفها لويس سويفت في 22 أكتوبر 1886.

## روابط خارجية
- NGC 190 على موقع ويكي سكاي: DSS2, SDSS, GALEX, IRAS, Hydrogen α, X-Ray, Astrophoto, Sky Map, Articles and images